# История почты и почтовых марок Кувейта
История почты и почтовых марок Кувейта подразделяется на два периода — британского владычества и независимости (с 1961). Собственные почтовые марки эмитируются в независимом Кувейте с 1963 года.

## Развитие почты

### Ранняя история
Почтовое обслуживание возникло на территории современного Кувейта около 1775 года, когда Британская Ост-Индская компания (англ. British East India Company) организовала перевозку почты на верблюдах через пустыню от входа в Персидский залив до Алеппо и Константинополя как альтернативу занимающему больше времени маршруту морем вокруг Аравийского полуострова. Этот маршрут действовал до 1795 года.

### Британское господство
После заключения договора с англичанами в 1899 году, консульство обрабатывало почту, используя марки, присланные из Бушира, и переправляя почту в Бушир или отправляя её с проходящими судами.
Первое специальное почтовое отделение открылось 21 января 1915 года. Первоначально использовались индийские марки. С 1 августа 1921 года по апрель 1941 года почтовое отделение подчинялось близлежащей Басре в Ираке.
В 1941 году почтовое отделение было временно закрыто примерно на месяц из-за англо-французского вторжения в Ирак (в этот период почтовое сообщение осуществлялось с дипломатической почтой через Лондон), затем вновь открылось под управлением Индии. По причине военного времени почтой использовались индийские марки без надпечатки вплоть до 1945 года, когда была сделана надпечатка на новой серии индийских марок. Этот этап окончился с обретением Индией независимости. В 1947 и 1948 году Кувейт управлялся Пакистаном, а с 1 апреля 1948 года непосредственно британским правительством.

## Выпуски почтовых марок

### Колониальный период
1 апреля 1923 года были выпущены марки Индии с надпечаткой «KUWAIT» («Кувейт»); такая практика продолжалась в течение многих лет.
При Британской администрации на британских марках надпечатывались номиналы в аннах (anna) и рупиях (rupee). Надпечатка ставилась на все британские марки, выпущенные в течение этого срока, как на стандартные, так и на коммеморативные выпуски.
В 1957 году произошёл переход на десятичную монетную систему, 100 новых пайс в одной рупии, что вызвало необходимость в новой серии надпечаток. Им было суждено стать последними марками, выпущенными британцами, поскольку в преддверии независимости кувейтцы открыли собственную почтовую службу 31 января 1959 года.
Первая серия почтовых марок Кувейта с оригинальными рисунками была запущена в производство в 1958 году, при этом марки номиналом в 5 NP и 10 NP с изображением шейха Абдаллы III ас-Салима ас-Сабаха и номиналом в 40 NP с изображением дхоу использовались на местной корреспонденции в том же году. Полная серия в составе марок 13 номиналов появилась в продаже 1 февраля 1959 года и была посвящена также проведению нефтяных работ.

### Независимый период
Как один из атрибутов независимости в 1961 году правительство ввело кувейтский динар в качестве собственной валюты и переиздало почтовые марки 1959 года с номиналами в новой валюте, также добавив несколько новых рисунков, всего 18 марок — номиналом от 1 филса до 3 динаров.
После этого кувейтские марки печатались с рисунками, обычными для многих арабских стран, при этом на марках размещалось достаточное количество текста на английском и арабском языках. Обычная надпись на марках — «STATE OF KUWAIT» («Государство Кувейт»).
Стандартные выпуски включали портрет естественного цвета в серебряной рамке в 1964 году, портрет шейха Сабаха в 1969 году и серию из 32 марок в 1977 году с изображением популярных игр.
Эмиссия марок Кувейта внезапно прекратилась с началом вторжения Ирака в 1990 году. Вплоть до начала 1991 года в стране ходили марки Ирака, после чего программа издания кувейтских марок была продолжена. Правда, теперь она пополнилась регулярным выпуском знаков почтовой оплаты, посвященных войне и разным её аспектам.

## Фантастические выпуски
В 1960-е годы появлялись фантастические марки нейтральной зоны Ат-Таваль, выполненные в виде надпечаток на марках Кувейта.